# Penicillium mariae-crucis
Penicillium mariae-crucis är en svampart som beskrevs av Quintan. 1982. Penicillium mariae-crucis ingår i släktet Penicillium och familjen Trichocomaceae.   Inga underarter finns listade i Catalogue of Life.